# ブームボックス
ブームボックス（Бумбокс Bumboks、英語: BoomBox）は、2004年にウクライナのキエフで結成されたロックおよびポップのバンドである。ボーカリストのアンドリー・フリヴニューク（Andriy Khlyvnyuk）とギタリストのアンドリー・サモイロ（Andriy Samoilo）によって設立された。彼らの楽曲は主にウクライナ語で書かれ、一部のアルバムやシングルにはロシア語や英語の曲も含まれる。
ブームボックスは、独立系ミュージシャンの協会「Vdokh」のメンバーである。

## 歴史
ブームボックスは2004年に結成され、初のアルバム『Меломанія』（『メロマニア』）をわずか19時間で録音し、2005年4月にリリースした。
バンドはウクライナ国内の多くの都市で公演を行っており、リヴィウ、オデッサ、コヴェル、ウージホロド、および2022年初頭のキエフで公演を行った。また、ヨーロッパ諸国、アメリカ、カナダでも公演を行っており、2015年には北米での10周年記念ツアーを実施した。
2015年、ブームボックスはロンドンでベラルーシ自由劇場を支援する公演に出演予定だったが、フリヴニュークがビザの問題で渡航できなかったため、バンドは独自のセットを演奏せず、ピンク・フロイドのデヴィッド・ギルモアのバックバンドとしてピンク・フロイドやギルモアのソロ曲を演奏した。
2014年のクリミアの併合以降、バンドはロシアでの公演を停止した。2022年のロシアによるウクライナ侵攻の際、バンドは北米ツアーを延期し、全メンバーがウクライナの領土防衛軍に参加した。フリヴニュークは軍服を着てキエフでウクライナ民謡「オイ、草原に赤いカリナ」のアカペラバージョンを録音し、ソーシャルメディアに投稿した。南アフリカのミュージシャンザ・キフネス（The Kiffness）はこの録音をリミックスし、ウクライナ支援のために公開した。ピンク・フロイドはデヴィッド・ギルモアの主導で、フリヴニュークのボーカルを組み込んだシングル「ヘイ、ヘイ、ライズ・アップ！」を制作し、2022年4月にウクライナ支援のためにリリースした。

## ディスコグラフィ
- 『Меломанія』（メロマニア、2005年）
- 『Family бізнес』（ファミリー・ビジネス、2006年）
- 『III』（2008年）
- 『Все включено』（オール・インクルーデッド、2010年）
- 『Середній Вiк』（ミドル・エイジ、2011年）
- 『Термінал Б』（ターミナルB、2013年）
- 『Люди』（ピープル、2016年）
- 『Голий король』（裸の王、2017年）
- 『Таємний код: Рубікон. Частина 1』（秘密のコード：ルビコン、第1部、2019年）
- 『Таємний код: Рубікон. Частина 2』（秘密のコード：ルビコン、第2部、2019年）